# Gobierno y política de Sudáfrica
El gobierno de Sudáfrica actúa bajo un sistema parlamentario inspirado en el Británico, en el de Sistema Westminster. El sistema parlamentario sudafricano es notablemente distinto a otros sistemas de países de la Mancomunidad de Naciones, al no haber separación entre las jefaturas de estado y gobierno, aunque se encuentra lejos del presidencialismo.
Una característica especial es que sus tres poderes principales residen en tres ciudades diversas. Así, el presidente y su gabinete residen en Pretoria, la Asamblea Nacional en Ciudad del Cabo, y el Tribunal Supremo en Bloemfontein.

## Constitución de 1994
La constitución actual, la quinta del país, fue redactada por el Parlamento elegido en 1994 en las elecciones generales de Sudáfrica de 1994. Fue promulgada por el presidente Nelson Mandela el 10 de diciembre de 1996, publicada el 18 de diciembre de ese año, y entró en vigencia el 4 de febrero de 1997, en sustitución de la Constitución provisional de 1993, que a su vez había reemplazado la Constitución de 1961, que asentó el sistema de apartheid.
Desde 1996, la Constitución ha sido reformada en diecisiete ocasiones.

## Poder ejecutivo

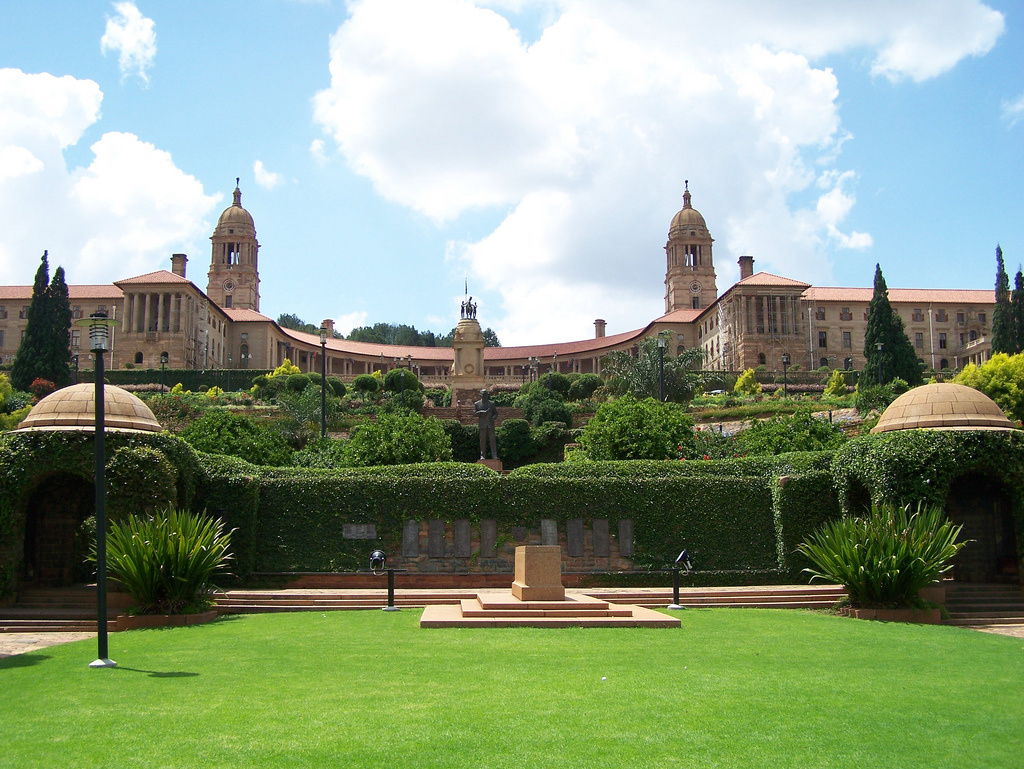
Union Buildings (Pretoria), sede del gobierno.

El Presidente de Sudáfrica es el jefe de Estado y el Jefe de Gobierno. Este es elegido por el parlamento bicameral, que consiste en la Asamblea Nacional de Sudáfrica o cámara baja y el Consejo Nacional de las Provincias, o cámara alta, por un período de 6 años. En la práctica el presidente es el líder del partido mayoritario en el parlamento.
El Presidente nombra al Vicepresidente y a los ministros; les asigna sus facultades y funciones, pudiendo destituirlos. El Presidente puede seleccionar cualquier número de ministros de los miembros de la Asamblea Nacional y no puede seleccionar más de dos ministros fuera de la asamblea. Los viceministros no son miembros del gabinete, y ayudan a los ministros pertinentes en el desempeño de sus funciones.

## Poder legislativo

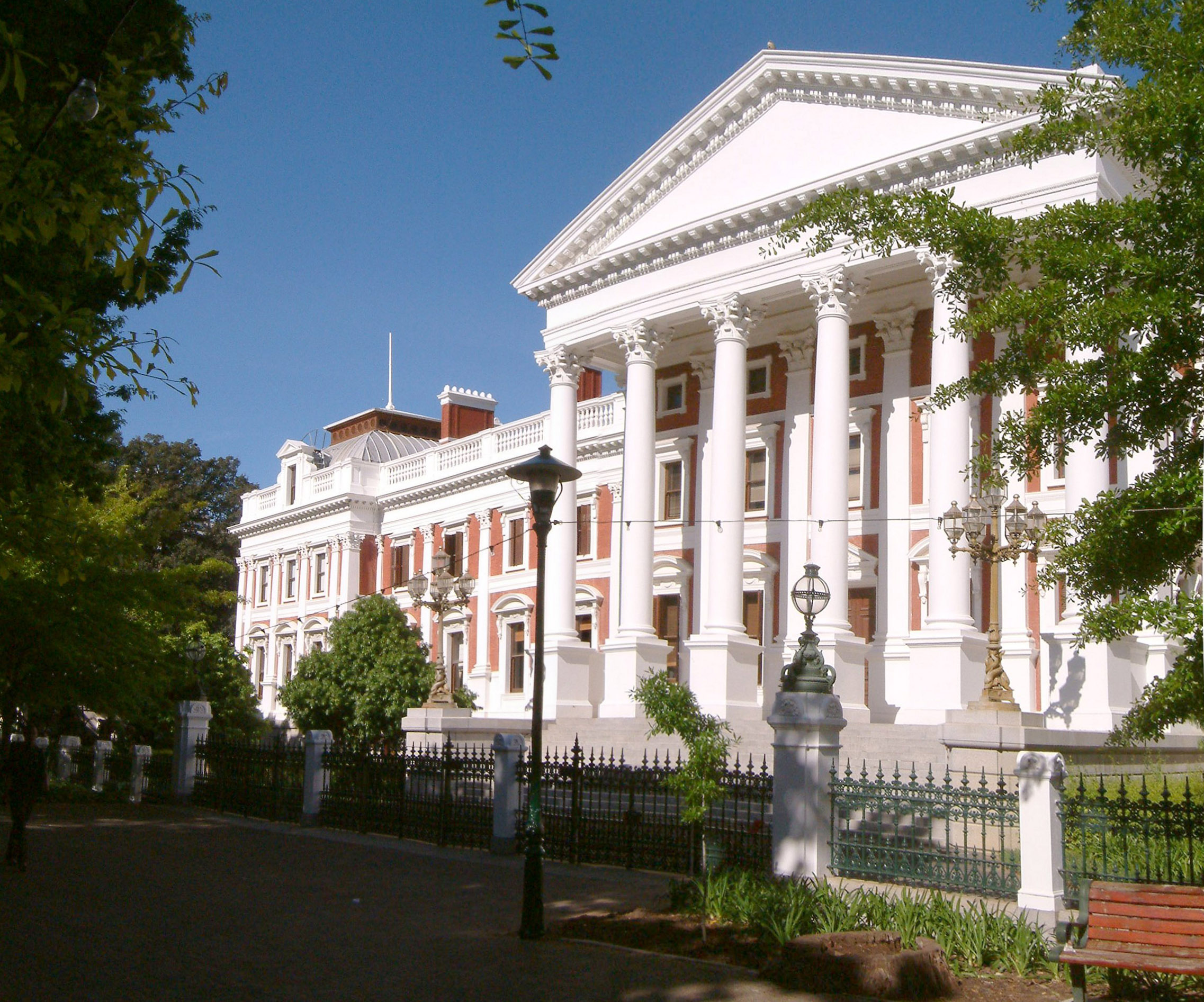
Sede del Parlamento de Sudáfrica, en Ciudad del Cabo

El parlamento de Sudáfrica es bicameral, y lo conforman:
- Asamblea Nacional: compuesta de 400 miembros, elegidos por voto popular a través de un sistema electoral proporcional, en el que la mitad de los miembros se eligen proporcionalmente de 9 listas provinciales y la mitad restante de las listas nacionales para restablecer la proporcionalidad.
- Consejo Nacional de las Provincias: el cual reemplazó al Senado en 1997, está formado por 90 miembros, 10 por cada provincia, que es elegido como una sola delegación por cada gobierno provincial. Una delegación provincial contiene seis delegados permanentes y cuatro delegados especiales. La representación del partido en la delegación debe reflejar proporcionalmente la representación del partido en la legislatura provincial, de acuerdo con una fórmula incluida en la Constitución.

## Poder judicial

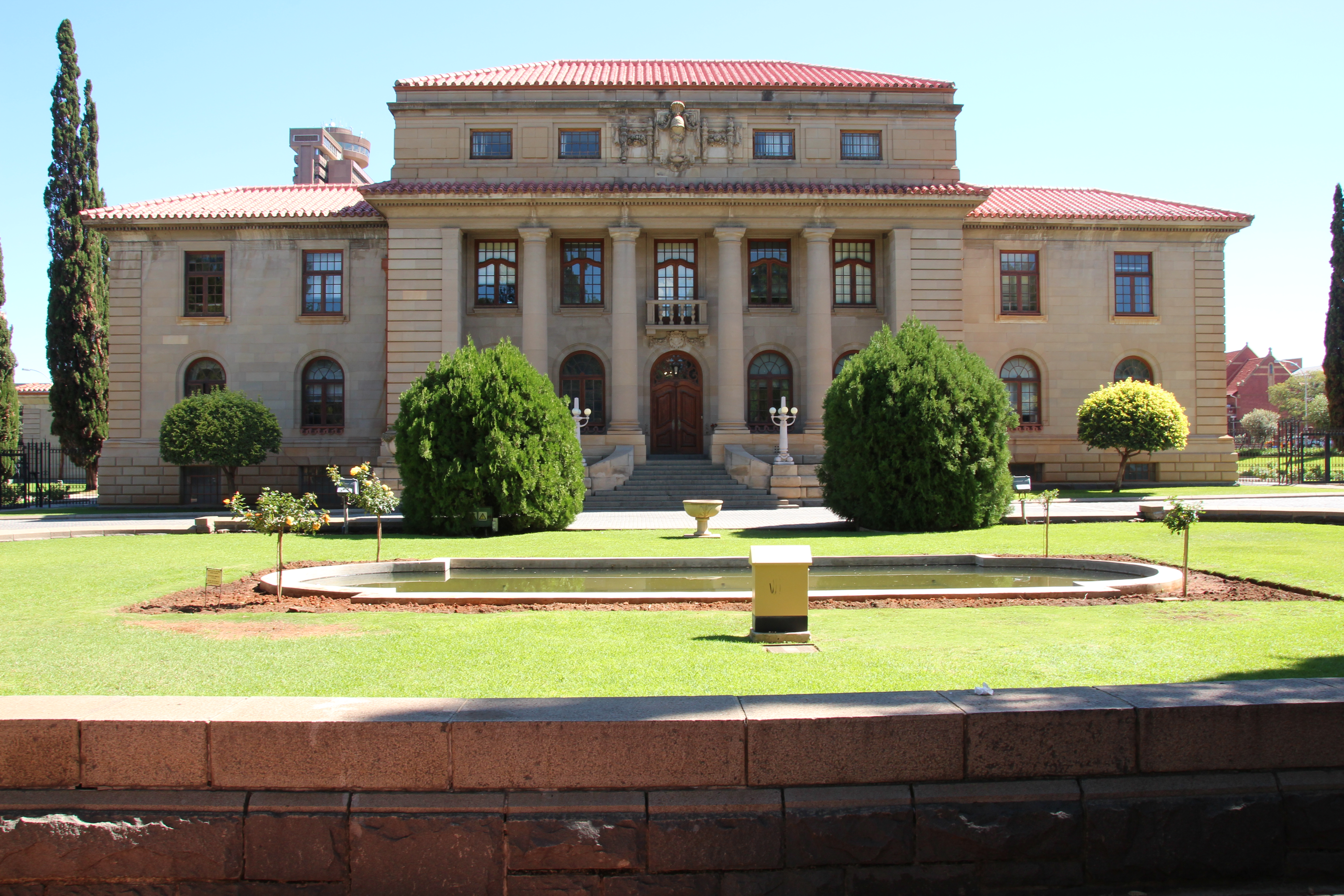
Sede de la Corte Suprema de Apelación, en Bloemfontein

La rama judicial está encabezada por la Suprema Corte de Apelación, conformada por 23 ministros nombrados por el presidente a propuesta de la Comisión de Servicio Judicial.
En cada provincia hay una Alta Corte, que se puede descentralizar en ciudades o circuitos determinados.
En primera instancia existen tribunales civiles y se reconoce la autoridad tradicional de los pueblos originarios.
Para los asuntos de índole constitucional existe la Corte Constitucional.
La persecución criminal está a cargo de la Autoridad Nacional de Prosecución.

## Organización territorial
Sudáfrica está organizado como un estado regional, donde las provincias cuentan con algunas facultades legislativas.
Cada provincia está gobernada por una legislatura unicameral. Las legislaturas son elegidas cada cinco años por un sistema de representación proporcional de listas de partidos; por convención, todos son elegidos el mismo día, al mismo tiempo que la elección de la Asamblea Nacional.
La legislatura provincial elige un primer ministro, que es el jefe del ejecutivo. El Premier elige un Consejo Ejecutivo compuesto por entre cinco y diez miembros de la legislatura, que es el gabinete del gobierno provincial. Los miembros del Consejo Ejecutivo son el equivalente provincial de los ministros.
Los poderes del gobierno provincial se limitan a temas específicos enumerados en la constitución. En algunos de estos temas, por ejemplo, agricultura, educación, salud y vivienda pública, los poderes de la provincia se comparten con el gobierno nacional, que puede establecer estándares y marcos uniformes para que los sigan los gobiernos provinciales; en otros temas el gobierno provincial tiene potestad exclusiva.
Las provincias no tienen sus propios sistemas judiciales, ya que la administración de justicia es responsabilidad del gobierno nacional.
El gobierno local en Sudáfrica consta de municipios de varios tipos. Las áreas metropolitanas más grandes (Johannesburgo, Pretoria, C. del Cabo) están gobernadas por municipios metropolitanos, mientras que el resto del país está dividido en municipios distritales, cada uno de los cuales consta de varios municipios locales.

## Partidos políticos
Desde el final del apartheid en 1994, el Congreso Nacional Africano (ANC) ha dominado la política de Sudáfrica. El ANC es el partido gobernante en la legislatura nacional, así como en ocho de las nueve provincias. El ANC recibió el 57,50% de los votos durante las elecciones generales de 2019. 
El principal partido de oposición es la Alianza Democrática, que representa sobre todo a la minoría blanca del país. Otros partidos políticos importantes representados en el Parlamento incluyen Luchadores por la Libertad Económica y el Inkatha, que representa principalmente a los votantes zulúes.

## También puede ver
- Misiones diplomáticas de Sudáfrica